# Neurové

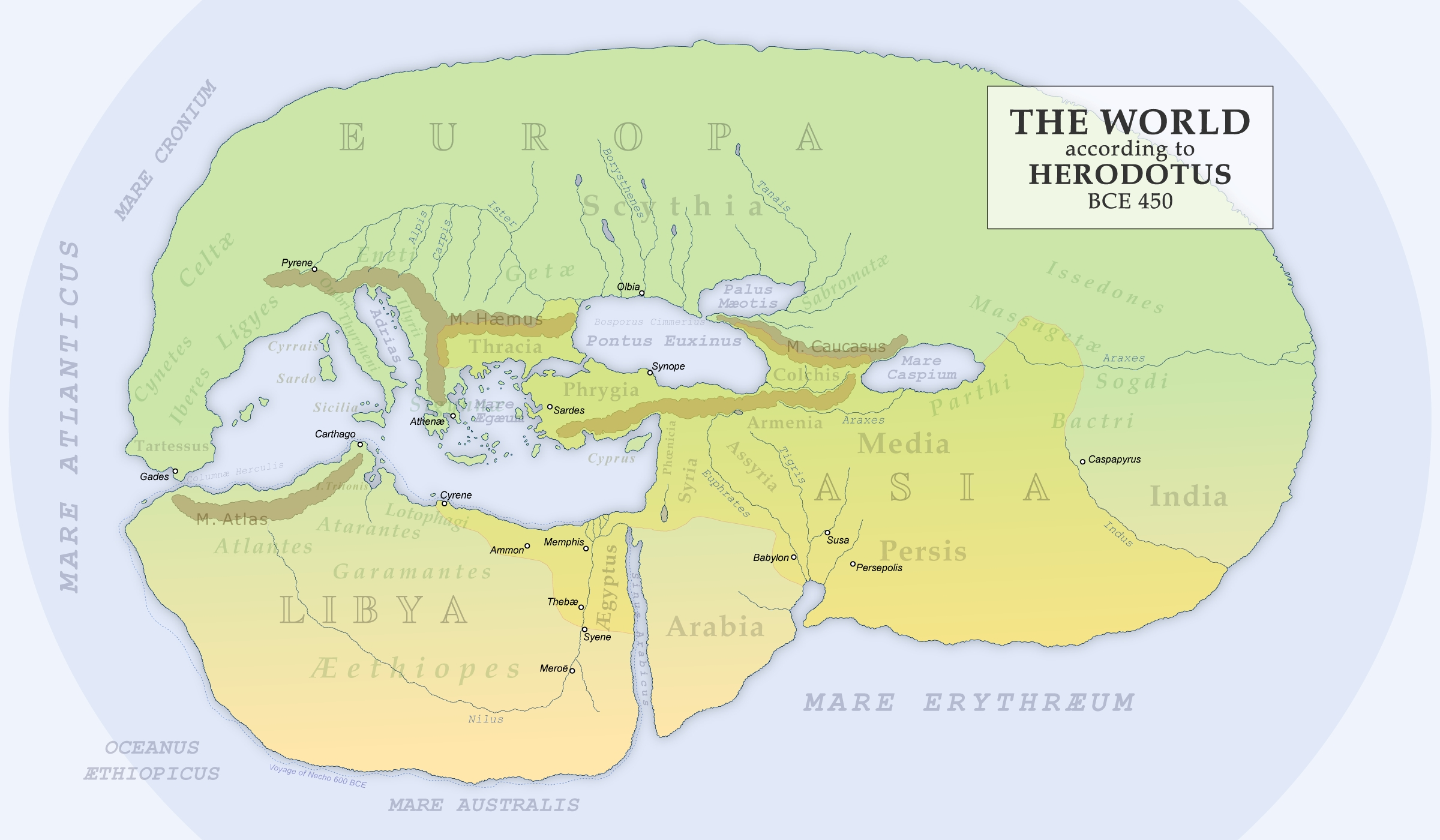
Podle Hérodota žili severně od území Skythů (viz nápis Scythia, Hérodotova mapa světa, 5. stol. př. n. l.)

Neurové (starořecky: Νευροί, latinsky Neuri, česky též Nerjani) byl dávný národ, který měl obývat území kolem pramenů řek Tyras (řeka Dněstr) a Hypanis (řeka Kubáň nebo Jižní Bug), nyní v západní části Ukrajiny nebo ještě dál severněji až v dnešním Bělorusku.
První zmínka o Neurech se nachází ve 4. díle Hérodotových Dějin. Píše se tam o národu, který žije „nad Skythy“ (tj. na sever od nich): „Neurové se spravují zvyky skythskými. O jednu generaci před Dareiovým válečným tažením se jim stalo, že museli celou svou zemi opustit pro množství hadů. V jejich zemi totiž bylo hadů mnoho a ještě více jich na ně přišlo z vnitrozemských pustin, takže v tísni opustili svou vlast a bydlili společně s Budíny. Zdá se, že jsou tito lidé čarodějníky. Skythové a Řekové, kteří ve Skythii bydlí, o nich říkají, že se jednou za rok každý Neur promění na několik dní ve vlka a potom se zase vrací ke své podobě. Mě ovšem tyto řeči nepřesvědčují, oni však to přesto tvrdí a přísahají na to.“
Dle Plinia staršího se pramen řeky Barysfen (Dněpru) nachází v zemí Neurů. Není ale známo, zdali Plinius za pramen Dněpru považoval samotný Dněpr nebo řeku Berezinu v Bělorusku.[zdroj?]
Pavel Josef Šafařík ve Slovanských starožitnostech nazývá Neury též Nurjany a tvrdí, že šlo o předchůdce Slovanů.